# Johann Tschary
Johann Tschary, ab 1866 Johann Tschary Ritter von Forsthain, war ein kaiserlich-königlicher Bezirkshauptmann in der österreichischen Monarchie, der später zum Kreishauptmann und zum Statthaltereirat aufstieg und in den Ritterstand von Forsthain erhoben wurde.

## Leben und Wirken
Tschary war mindestens in den Jahren 1848 bis 1851 Bezirkshauptmann in der K. k. Bezirkshauptmannschaft Brüx (Most). Ihm standen als Bezirkskommissäre Franz Willomitzer und Josef Gabler von Adlersfeld zur Seite. Später wechselte Tschary zur Kreishauptmannschaft Pilsen.
Am 18. September 1866 wurde er als k. k. Statthaltereirat in den Ritterstand „von Forsthain“ erhoben und ihm ein Wappen verliehen.
Am 4. Mai 1867 wurde er in den Ruhestand versetzt. Im darauffolgenden Jahr wurde ihm der Titel Hofrat verliehen.
Er hinterließ die Ritter-Tschary-Forsthain-Stiftung zur Unterstützung der aus dem Kreis Pilsen stammenden und im Feldzug gegen Italien 1859 invalide gewordenen Soldaten.

## Auszeichnungen
- Eiserner Kronenorden III. Klasse